# 熊鏌
熊鏌（？—？），號中宇，江西臨江府清江县人，明朝政治人物。

## 生平
萬曆十九年（1591年）辛卯科江西鄉試舉人。萬曆二十年（1592年），登壬辰科第二甲第五十二名進士，禮部觀政，授刑部主事，二十三年山東恤刑，二十六年仕至刑部員外郎，二十七年降大理寺右評事，卒。

## 家族
曾祖熊春和；祖父熊格；父熊運。